# قائمة البعثات الدبلوماسية في إريتريا

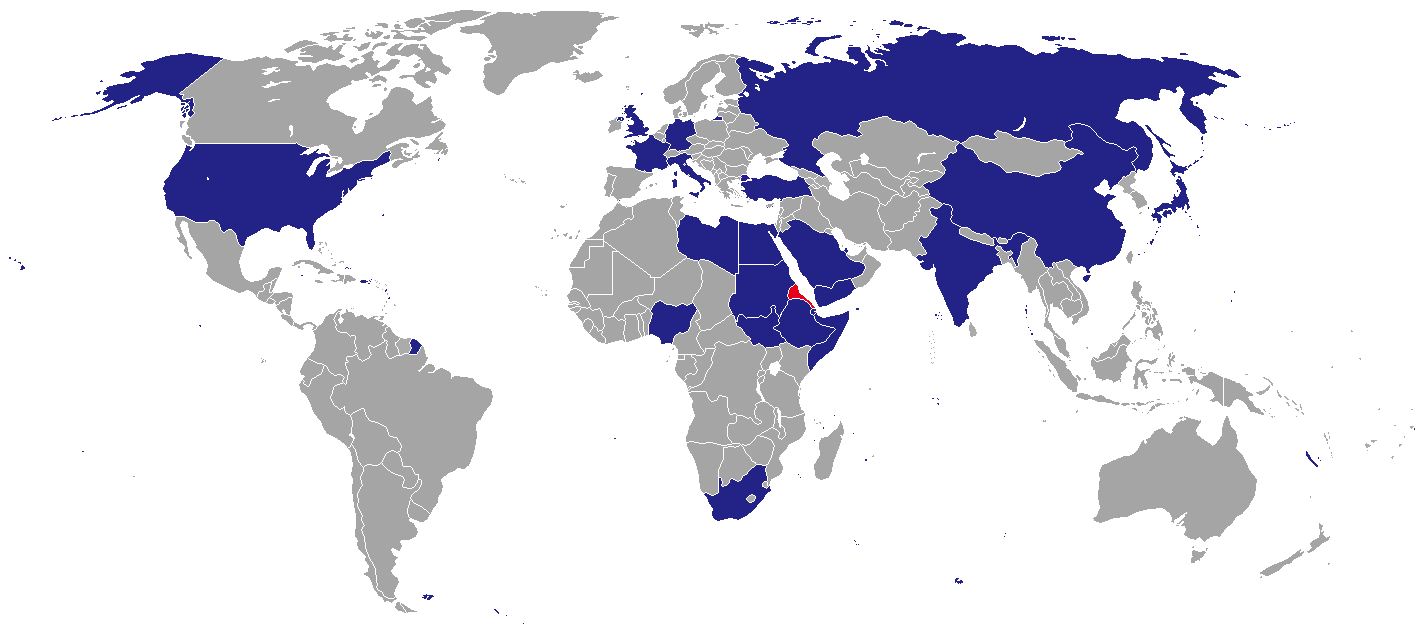
خريطة البعثات الدبلوماسية في إريتريا

هذه هي قائمة البعثات الدبلوماسية في إريتريا. هناك حاليا 19 سفارة في أسمرة.

## سفارات

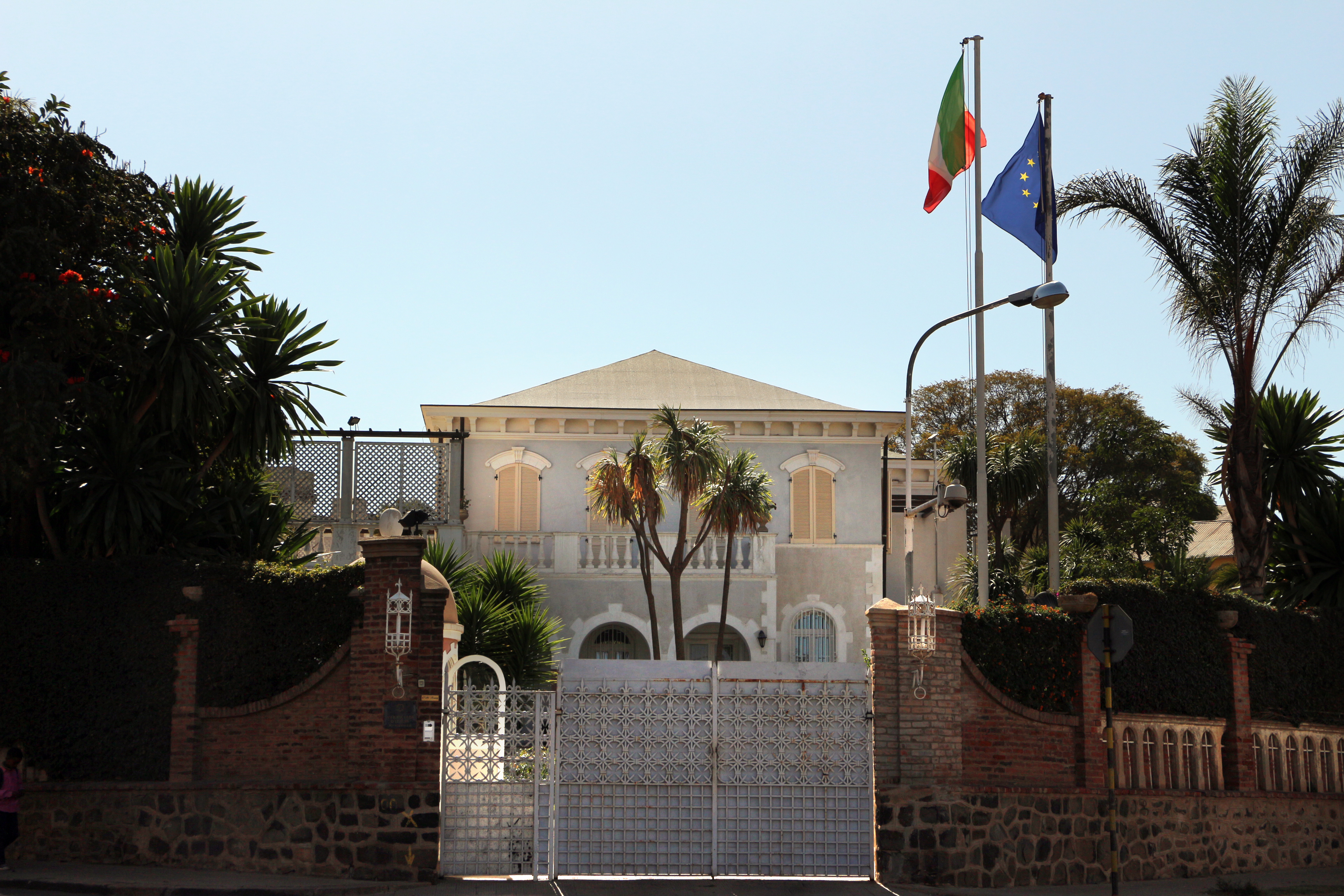
السفارة الإيطالية في أسمرة.

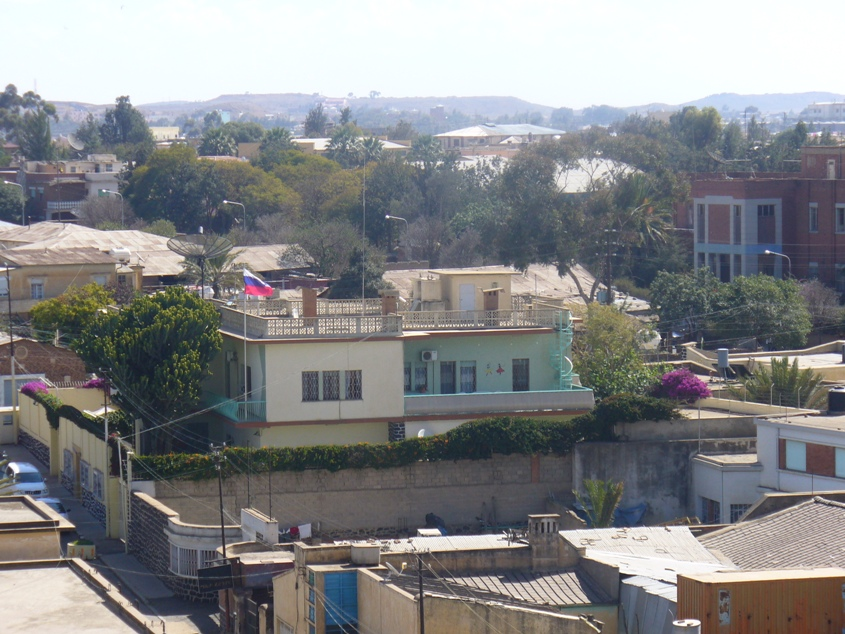
السفارة الروسية في أسمرة.

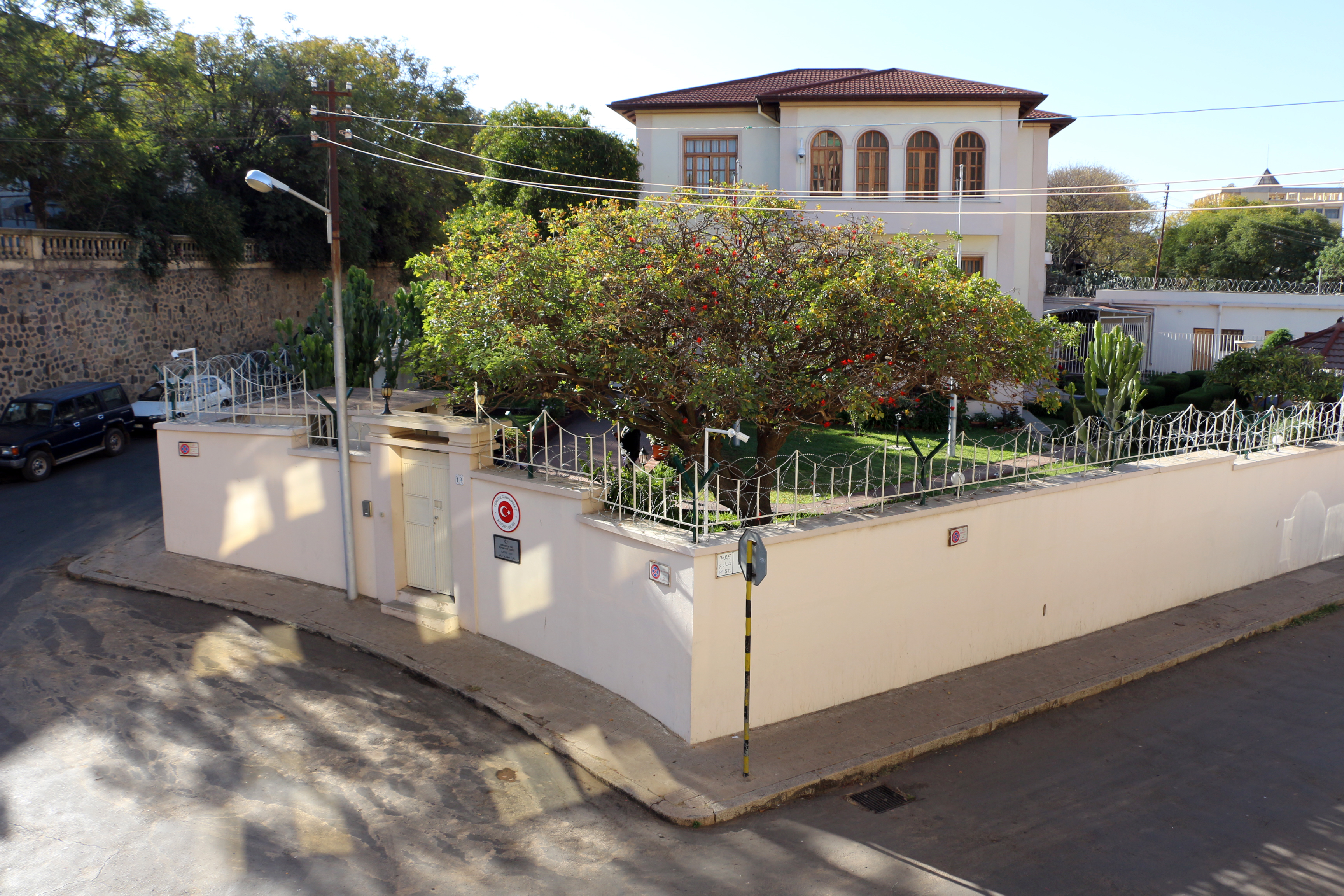
السفارة التركية في أسمرة.

أسمرة
| - الصين - جيبوتي - مصر - إثيوبيا - فرنسا - ألمانيا - إسرائيل - إيطاليا - ليبيا - قطر | - روسيا - السعودية - جنوب إفريقيا - جنوب السودان - السودان - تركيا - المملكة المتحدة - الولايات المتحدة - اليمن |

## مكاتب أخرى في أسمرة
- European Union (وفد)

## سفارات معتمدة غير مقيمة
| - الأرجنتين (نيروبي) - أستراليا (القاهرة) - النمسا (القاهرة) - بلجيكا (نيروبي) - البرازيل (القاهرة) - بلغاريا (أديس أبابا) - كندا (نيروبي) - كولومبيا (نيروبي) - كرواتيا (القاهرة) - كوبا (صنعاء) - التشيك (القاهرة) - الدنمارك (نيروبي) - فنلندا (نيروبي) - غانا (نيروبي) - اليونان (أديس أبابا) - Holy See (الخرطوم) - المجر (القاهرة) - الهند (نيروبي) - إندونيسيا (الخرطوم) - جمهورية أيرلندا (دار السلام) - اليابان (نيروبي) - كينيا (القاهرة) | - كوريا الشمالية (القاهرة) - كوريا الجنوبية (الخرطوم) - ماليزيا (صنعاء) - مالي (أديس أبابا) - مالطا (فاليتا) - المكسيك (القاهرة) - المغرب (القاهرة) - هولندا (الخرطوم) - النرويج (الخرطوم) - بولندا (القاهرة) - البرتغال (نيروبي) - رومانيا (القاهرة) - السنغال (أديس أبابا) - صربيا (نيويورك) - سلوفاكيا (نيروبي) - إسبانيا (نيروبي) - سريلانكا (القاهرة) - السويد (ستوكهولم) - سويسرا (الخرطوم) - تنزانيا (نيروبي) - أوكرانيا (القاهرة) |

## قنصليات فخرية
أسمرة
- النمسا[7]
- بلجيكا[8]
- اليونان[47]
- الهند[48]
- باكستان[49]
- بولندا[49]

## سفارات سابقة
- هولندا